# Stanislav Konopásek
Stanislav Konopásek, född 18 april 1923 i Hořovice, död 6 mars 2008 i Prag, var en tjeckoslovakisk ishockeyspelare.
Han blev olympisk silvermedaljör i ishockey vid vinterspelen 1948 i Sankt Moritz.